# Maomé ibne Iázide Almoalabi
Maomé ibne Iázide ibne Hatim Almoalabi (em árabe: محمد بن يزيد بن حاتم المهلبي‎; romaniz.: Muhammad ibn Yazid ibn Hatim al-Muhallabi; m. final de 811 ou começo de 812) foi o governador de Avaz (sudeste do Iraque) pelo Califado Abássida durante o reinado do califa Alamim. Foi morto no curso da guerra civil entre Alamim e Almamune enquanto defendia Avaz contra o exército Tair ibne Huceine.

## Carreira
Maomé foi membro da proeminente família dos moalábidas, sendo o bisneto do epônimo Moalabe. Em data inespecífica, foi nomeado como governador de Avaz pelo califa Alamim. Quando a guerra civil eclodiu no começo de 811 entre Alamim, que estava centrado no Iraque, e seu meio-irmão Almamune, que estava no Coração, Maomé permaneceu leal a Alamim e defendeu Avaz em seu nome.
Quando a guerra eclodiu, a luta entre os dois lados não ocorreu inicialmente perto de Avaz, mas pelo outono de 811 o general de Almamune, Tair ibne Huceine, avançou do Coração para o distrito de Hulvã na borda do norte do Iraque. Logo depois disso, Maomé recebeu notícias que um exército estava marchando de Hulvã para tomar Avaz; em resposta, reuniu suas próprias forças e avançou para norte para Ascar Mucram. Com as forças inimigas se aproximando, contudo, ele ficou nervoso e decidiu retornar para Avaz. Maomé portanto deu meia volta e dirigiu-se para a cidade, com os homens de Tair seguindo-o logo atrás.
Tão logo Maomé chegou em Avaz, ele entrou na cidade e preparou seus homens para o combate. Eles rapidamente encontraram-se com as forças de Tair, que atacaram-os com pedras e flechas. Uma batalha feroz se seguiu, e logo muitos dos soldados de Maomé começaram a fugir. Quando Maomé viu que estava perdendo a luta, ele e vários de seus libertos desmontaram, jarretaram seus cavalos e atacaram os homens de Tair, matando muitos deles. Em meio ao ataque, contudo, Maomé foi acertado por uma lança e caiu; um grupo de soldados inimigos então correu para ele e furaram-o até morrer. Com isso, Tair venceu a batalha e tomou Avaz.